# Kasela (Nzega)
Kasela ist ein Verwaltungsbezirk (englisch Ward) des Distrikts Nzega (DC) in der tansanischen Region Tabora.

## Geografie
Kasela ist ein ländlicher Bezirk im westlichen Teil des zentralen Hochlands von Tansania, etwa 25 Kilometer nordwestlich der Distrikthauptstadt Nzega. Bei der Volkszählung 2022 lebten 11.832 Menschen in 2277 Haushalten auf einer Fläche von 105 Quadratkilometern.
Der Bezirk grenzt an sechs Bezirke des Distrikts Nzega (DC):
|         | Sigili                                      |          |
| Mwamala | Kompassrose, die auf Nachbargemeinden zeigt | Mwangoye |
| Uduka   | Isagenhe                                    | Itobo    |

## Gliederung
Der Bezirk besteht aus fünf Gemeinden (swahili Mtaa) mit 23 Orten (Kitongoji):
| Kasela - Gangamala - Kalemela - Kasela - Idubula - Izengwa - Njuka | Nindo - Nindo - Mwankolo - Mwamasaka - Sumbu - Selelya | Senge - Senge - Udundya | Lububu - Lububu - Igagati - Ityeja | Udutu - Hangaga - Majengo - Nguwa - Ntungulu - Nyashimba - Sabage - Udutu |

## Infrastruktur
- Bildung: Die Kasela Secondary School ist eine staatliche weiterführende Tagesschule mit einer Ausbildung bis zur 4. Stufe.[8]
- Gesundheit: Im Bezirk liegt eine staatliche Apotheke.[9]